# Peter Gow (homme politique)
Pour les articles homonymes, voir Peter Gow et Gow.
Peter Gow (20 novembre 1818-24 février 1886) est un homme politique canadien de l'Ontario. Il est député provincial libéral de la circonscription ontarienne de Wellington-Sud de 1867 à 1876.

## Biographie
Né à Johnstone en Écosse, Gow s'installe à Brockville dans le Canada-Ouest et ensuite à Guelph où il construit un moulin sur la rivière Speed (en).

## Politique
Conseiller municipal de Guelph dès 1857, il occupe le poste de maire de 1866 à 1867. Élu député de Wellington-Sud en 1867, il est réélu par acclamation en 1871 et 1875 devant l'absence d'opposition conservatrice. Devenant Secrétaire provincial et Registraire en décembre 1871, c'est durant cette période que le gouvernement Mowat décide d'établie la Ontario Agricultural College (en) à Guelph .
Démissionnant pour raison de santé en 1876, il devient sheriff du comté de Wellington jusqu'à son décès à Guelph en 1886 en Ontario.